# ひめゆりパーク

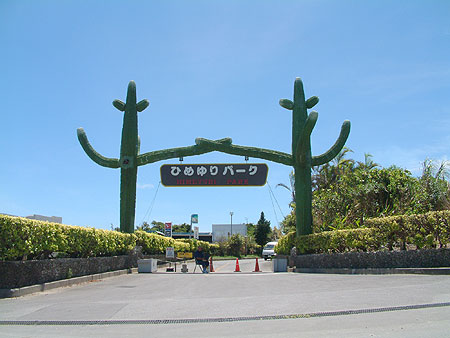
ひめゆりパーク

ひめゆりパークは、沖縄県糸満市真栄平にあったサボテン公園である。1983年に開園した。2003年に経営不振に伴い一旦閉園し、2004年に再度開園したが、2005年9月30日に薬師堂製薬化工に明け渡しの成立が和解し、同年10月19日で正式に閉園した。
その後2014年から沖縄少年院・沖縄女子学園の新築移転工事が始まり、2018年6月に完成、同年11月16日に落成式を行った。
また、当公園の名前は、同じ地区にあり、後に映画化にもなったひめゆりの塔に由来しているものとされていた。
同公園のCMに使用されていたBGMについて、開園当初から数年間は、歌でパークの部分を2回連呼していた曲を使っていたが（曲は男女のコーラスでギター演奏≪サボテン公園であることに因んだものとされていた≫ 映像は園内のフィルム映像）、1996年ごろからBGMが東南植物楽園のCMソングと同じものになり、2001年まで放送されていた（映像も園内のVTR映像に変更 更に住所や電話番号のテロップも表示されるようになった）。